# نيكيتا خروتشوف
نيكيتا سيرغيفيتش خروتشوف (بالروسية: Ники́та Серге́евич Хрущёв ؛ (15 أبريل 1894 – 11 سبتمبر 1971) زعيم شيوعي ورجل دولة سوفيتي، حكم الاتحاد السوفيتي من 1953 إلى 1964 وتميز حكمه بالمعاداة الشديدة للستالينية وبإرساء الدعائم الأولى لسياسة الانفراج الدولي والتعايش السلمي.

## نشأته
ولد نيكيتا خروتشوف في كالينكوفا بمقاطعة كورسك الواقعة على الحدود الفاصلة بين روسيا وأوكرانيا، من عائلة يعمل أفرادها في المناجم. عمل في البداية راعياً ثم عاملاً في مصانع الحديد والصلب، وانتسب إلى الحزب الشيوعي عام 1918 وحارب إلى جانب الحرس الأحمر أثناء الحرب الأهلية، وبعد أن استتب السلام بانتصار الثورة، اشتغل كعامل مناجم وانتسب إلى الجامعة العمالية عام 1922 حيث أصبح أمين سر خلية شيوعية فيها، وبعد أن أنهى دراسته في الجامعة العمالية تفرغ للعمل السياسي في الحزب الشيوعي الأوكراني.

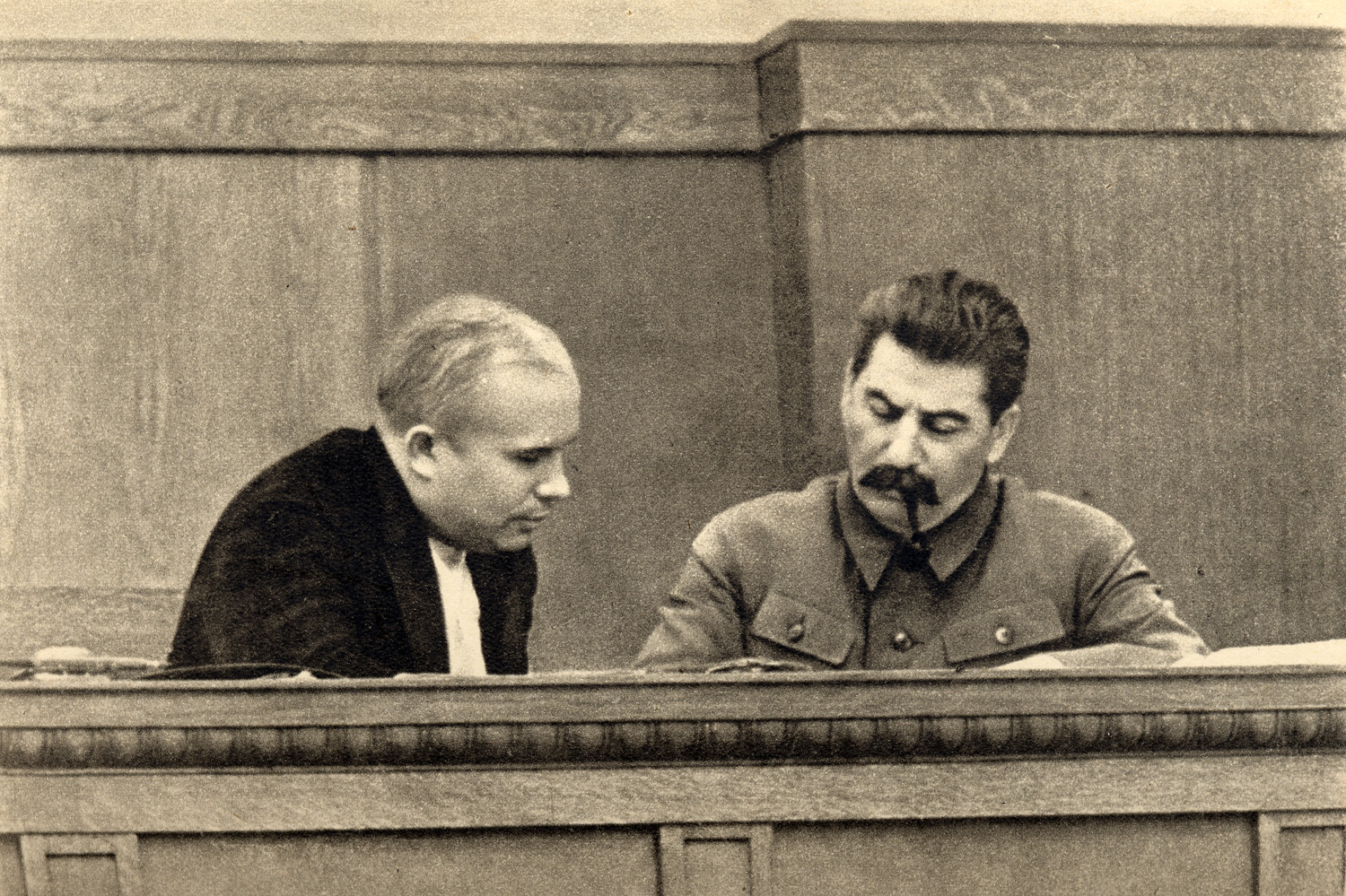
مع ستالين سنة 1936

في عام 1929 أوُفد إلى موسكو للدراسة في أكاديميتها الصناعية، وبقي فيها حتى عام 1931 حين عاد إلى أوكرانيا وأخذ يتسلق فيها بسرعة أعلى المناصب الحزبية؛ فعمل سكرتيراً لعدة لجان حزبية 1931، ثم انتخب عضواً في اللجنة المركزية 1932، فعضواً في مجلس السوفيت الأعلى 1937، فسكرتيراً أولاً للحزب الشيوعي الأوكراني، وعضواً مرشحاً للمكتب السياسي 1939 وهو منصب رفيع يعتبر شاغله من قادة الاتحاد السوفيتي الفعليين.
وفي الحرب العالمية الثانية تولى خروتشوف نقل الصناعات السوفيتية من أوكرانيا نحو الشرق إنقاذاً لها من الاجتياح الألماني. ثم عمل في المجالس الحربية في الجبهتين الغربية والجنوبية الغربية، وشارك في تنظيم حرب الأنصار خلف الخطوط الألمانية، وساهم كمفوض سياسي في الجيش للدفاع عن ستالينجراد.
وفي عام 1943 مُنح رتبة فريق، وعندما حرر السوفيت كييف في نوفمبر 1943 عاد إلى العمل كسكرتير أول للحزب الشيوعي الأوكراني.
وفي ديسمبر 1949 انتقل خروتشوف إلى موسكو حيث أصبح أحد سكرتيري اللجنة المركزية للحزب، واكتسب سمعة طيبة في مجال السياسة الزراعية. وفي أكتوبر 1952 وفي المؤتمر التاسع عشر للحزب الشيوعي السوفيتي، انتُخب عضواً في المجلس الرئاسي للجنة المركزية ولأمانة سر اللجان.

## توليه الحكم
بعد وفاة ستالين عام 1953، قرر أعضاء اللجنة المركزية السبعة المجتمعون أن يتولى السلطة ثلاثة منهم هم: مولوتوف ومالينكوف ولافرينتي بريا، إلا أن لافرينتي بريا طمع في الانفراد بالحكم فاعُتقل وأعُدم، واستفاد خروتشوف من تصفية بيريا فأزاح مالينكوف بسهولة وأحل بولغانين مكانه. وفي الوقت نفسه تصدى لحل مشاكل كانت مفتاح شعبيته (كتحسين الأوضاع المادية، الإفراج عن المعتقلين السياسين، التقارب مع تيتو، تطوير الاقتصاد الزراعي). غير أن ضربته الكبرى أتت في المؤتمر العشرين للحزب الشيوعي السوفيتي الذي أعلن فيه الحرب على الستالينية.
وكان المؤتمر العشرون للحزب الشيوعي 1956 أول مؤتمر ينعقد بعد وفاة ستالين، وخضع فيه الخط الجديد للمناقشة قبل أن يُقر ويُطبق بعد ذلك على كافة الأصعدة (الإيديولوجية والاقتصادية والعلاقات بين الدول ذات الأنظمة المختلفة). وأعدت هذا المؤتمر لجنة تحضيرية مؤلفة من خروتشوف (رئيساً) وشبيلوف، كاغانوفيتش، ميكوبان، سوسلوف وفورشيلوف. ولم يكن من المقرر البحث في أعمال ستالين.
وفي فبراير 1956 افتتح خروتشوف المؤتمر العشرين وتلا فيه على مدى ثمان ساعات تقريره الذي يقع في مائة صفحة، وبعد أن عرض الوضع الدولي للاتحاد السوفيتي، والحالة الداخلية ونتائج الخطة الخمسية للصناعة ونمو الإنتاج الزراعي، ورفع المستوى الثقافي للشعب وتقدم الديموقراطية وتقوية الشرعية في النظام السوفيتي، انتقل خروتشوف إلى مشاكل الحزب الداخلية مستشهداً بلينين ومندداً ببيريا مشيراً إلى وفاة ستالين، إلا أن أحداً من الخطباء لم يُشر ولو بإشارة عابرة إلى ستالين.
وأقر المؤتمر الخطوط الكبرى لتقرير خروتشوف ثم دعُى المندوبون إلى جلسة خاصة مفاجئة، حُدد يوم 24 فبراير 1956 موعداً لها حيث استمعوا إلى تقرير خروتشوف عن عبادة الفرد ونتائجها ومساوئها مع بحث حول القيادة الجماعية وفوائدها، وندد بجرائم ستالين وغروره وبمساوئ بوليسه السري وبأخطائه يوم شن الألمان هجومهم على الاتحاد السوفيتي وديكتاتوريته بعد الحرب العالمية الثانية في الداخل والخارج، وقد أحدث التقرير ضجة في العالم الشيوعي. ومع أن النص الكامل للتقرير ظل سراً، إلا أن ملخصه كان في متناول قادة الحزب الشيوعي وبعض قادة بلدان المعسكر الاشتراكي حتى أصبح السر معلوماً، وانتشرت روح التنديد بستالين والإشادة بخروتشوف في عدة بلدان اشتراكية مسببة العديد من التصفيات والخلافات الحزبية وممهدة الطريق أمام انقسام الحركة الشيوعية بين موسكو وبكين.
وفي السنوات التي تولى خروتشوف فيها زعامة الحزب والحكومة تفاقم النزاع السوفيتي – الصيني في جوانبه الإقليمية والقومية والإيديولوجية والاقتصادية وإن لم يشهد تفاقماً عسكرياً، وكان خروتشوف صاحب قرار سحب الخبراء والفنيين السوفيت من الصين ووقف المساعدات الاقتصادية والفنية عنها عام 1961.
أما معركته في مواجهة الولايات المتحدة فيما يعرف بأزمة الصواريخ الكوبية 1962 فإنها اتخذت طابعاً يهدد بنشوب حرب عالمية لأنها أوصلت البلدين إلى حافة الحرب إلا أن خروتشوف تراجع وسحب الصواريخ السوفيتة من كوبا مقابل تعهد الولايات المتحدة بعدم غزو الجزيرة.

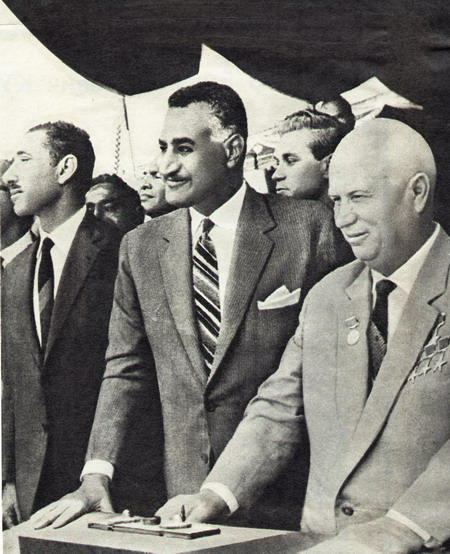
رفقة عبد الناصر

انتهج خروتشوف إزاء بلدان العالم الثالث، وبخاصة الدول العربية، سياسة انفتاح وتفهم وتأييد، فاتخذ موقفاً حاسماً من العدوان الثلاثي على مصر، وقدم المساعدات لبناء السد العالي فضلاً عن مئات المشروعات الصناعية، وكسر احتكار صناعة السلاح في المنطقة العربية (سوريا ومصر)، وعمل على مد الجسور إلى الشيوعية اليوغوسلافية (اتفاقية التقارب بين الحزبين والدولتين في عام 1955).

## التنمية الداخلية
وعلى صعيد التنمية الداخلية أنجز خروتشوف الكثير؛ ومن إنجازاته إصلاح نظام التعليم والخطة السبعية فضلاً عن برنامج طموح لغزو الفضاء الخارجي، وتعاظم القدرة العسكرية للاتحاد السوفيتي وتطوير أنواع جديدة من الأسلحة الاستراتيجية، وتنمية الاقتصاد السوفيتي (رغم النكسات في المجال الزراعي) ودعم قدرات الحزب الشيوعي وتنظيماته.

## التنمية الخارجية
على الصعيد الخارجي شهدت فترة زعامة خروتشوف تطورات هامة منها حل الكومنفورم عام 1956، وإنشاء حلف وارسو عام 1955، وعقد اتفاقية الحظر الجزئي للتجارب النووية 1963.

## تنحية خروتشوف
كانت التطورات التي انتهت بتنحية خروتشوف مفاجئة وسريعة. ففي الأسبوع الأول من أكتوبر 1964، استدعاه المكتب السياسي للحزب إلى موسكو من إجازة كان يقضيها في القرم حيث واجه اتهاماً بأنه لا يحقق فكرة العدالة الاشتراكية ولا يقيم وزناً للمسؤولية الجماعية. وقد أصر أعضاء المكتب السياسي على أن يُصدر نقداً ذاتياً فلم يفعل، وطلب منه سوسلوف أن يستقيل من جميع مناصبه ما عدا رئاسة الوزارة فرفض خروتشوف وناقش وبرهن وهدد على مدى ساعات.
وفي 14 أكتوبر 1964 نُحي خروتشوف عن جميع مناصبه، وتُجمع الآراء على أن أبرز الأسباب وراء تنحيته هي:
- انفراده بالسلطة خلافاً لمبدأ القيادة الجماعية.
- فشل سياسته الزراعية ونجاعة ما قد دمّره من البناء الستاليني.
- الإساءة إلى هيبة الاتحاد السوفيتي إبان أزمة الصواريخ الكوبية.
- الإساءة إلى منصبه الحزبي والحكومي بتصرفات مظهرية أفادت منها الدعايات الغربية (مثل خلعه حذاءه وهو جالس في مقعده على رأس الوفد السوفيتي في الدورة العامة للأمم المتحدة عام 1960، والدق به على المنصة).
- تفاقم الخلافات وتبادل الاتهامات مع قيادة الحزب الشيوعي الصيني.

اعتكف خروتشوف بعد إعفائه من مناصبه في داتشا قدمتها إليه الحكومة السوفيتية حتى توفي في 11 سبتمبر 1971، وقد ظهرت في العالم الغربي قبل وفاته «سيرة حياة ذاتية» له بعنوان «خروتشوف يتذكر»، وهي تغطي حياته وتحتوي على تقييم للأحداث والتطورات المعاصرة له التي شارك فيها والتي تابعها وهو متقاعد، ولكن خروتشوف نفسه أنكر هذه المذكرات قبل وفاته في حين يؤكد الناشر أن هذه المذكرات تسجيل أصيل لكلمات خروتشوف بما لا يدع مجالاً للشك.

## روابط خارجية
- نيكيتا خروتشوف على موقع IMDb (الإنجليزية)
- نيكيتا خروتشوف على موقع الموسوعة البريطانية (الإنجليزية)
- نيكيتا خروتشوف على موقع مونزينجر (الألمانية)
- نيكيتا خروتشوف على موقع ميوزك برينز (الإنجليزية)
- نيكيتا خروتشوف على موقع إن إن دي بي (الإنجليزية)
- نيكيتا خروتشوف على موقع ديسكوغز (الإنجليزية)
- نيكيتا خروتشوف على موقع قاعدة بيانات الفيلم (الإنجليزية)